# Mytyńce
Mytyńce, Metyńce (ukr. Митинці) – wieś na Ukrainie w rejonie chmielnickim należącym do obwodu winnickiego. Jednym z posiadaczy był Józef Kornelowski, marszałek powiatu lityńskiego.

## Dwór
- dwór wybudowany na przełomie XVI w. XVII w. przez Kornelowskich[2] w stylu klasycystycznym. Od frontu portyk z czterema kolumnami, które podtrzymują  trójkątny fronton. Wewnątrz biblioteka z 6.000 książek. Wokół dworu park z 1802 r.[3]